# Alexandra Remenco
Alexandra Scodigor-Remenco (1897-1959) was een Moldavische onderwijzeres en directrice.
Remenco werd geboren in een priestersfamilie in het dorp Peresecina, Orhei. Ze behaalde haar diploma op de meisjesschool van Orhei in 1915 en bezocht vervolgens de wiskundefaculteit aan de universiteit van Odessa, huidig Oekraïne. 
In 1929 richtte Remenco een kindertehuis op, "Casa copilului" (dat iets betekent als Huis der kinderen). Ze slaagde erin om dit kindertehuis om te vormen tot een voorbeeldinstelling voor voorschools onderwijs. In Roemenië en daarbuiten raakten haar inspanningen bekend. In 1938 werd het weeshuis bezocht door Maria Montessori, die Remenco stimuleerde om haar ideeën op een congres in Rome te presenteren. Dit deed Remenco. Datzelfde jaar nog werd ze uitgenodigd in het Vaticaan, om bij Paus Pius XI op audiëntie te komen. 
In 1940, nadat het Sovjetregime zich had genesteld in Bessarabië, werd het weeshuis gesloten. Remenco trok zich hierop terug in de buurt van Ploiesti, waar ze als verpleegster werkte. Na de Tweede Wereldoorlog werkte ze als lerares bij een basisschool in Chisinau. Ze overleed in 1959 en werd op de centrale begraafplaats van Chisinau begraven. 